# ريك أورباخ
ريك أورباخ (بالإنجليزية: Rick Auerbach)‏ هو لاعب كرة قاعدة أمريكي، ولد في 15 فبراير 1950، في وودلاند هيلز، كاليفورنيا في الولايات المتحدة.

## وصلات خارجية
- ريك أورباخ على موقع دوري كرة القاعدة الرئيسي (الإنجليزية)
- ريك أورباخ على موقعبيزبول رفرنس.كوم (الدوري الرئيسي) (الإنجليزية)
- ريك أورباخ على موقعبيزبول رفرنس.كوم (الدوري الثانوي) (الإنجليزية)
- ريك أورباخ على موقع إي إس بي إن.كوم (أم.أل.بي) (الإنجليزية)
- ريك أورباخ على موقع مشجعي الرسوم البيانية (الإنجليزية)